# 遍知院

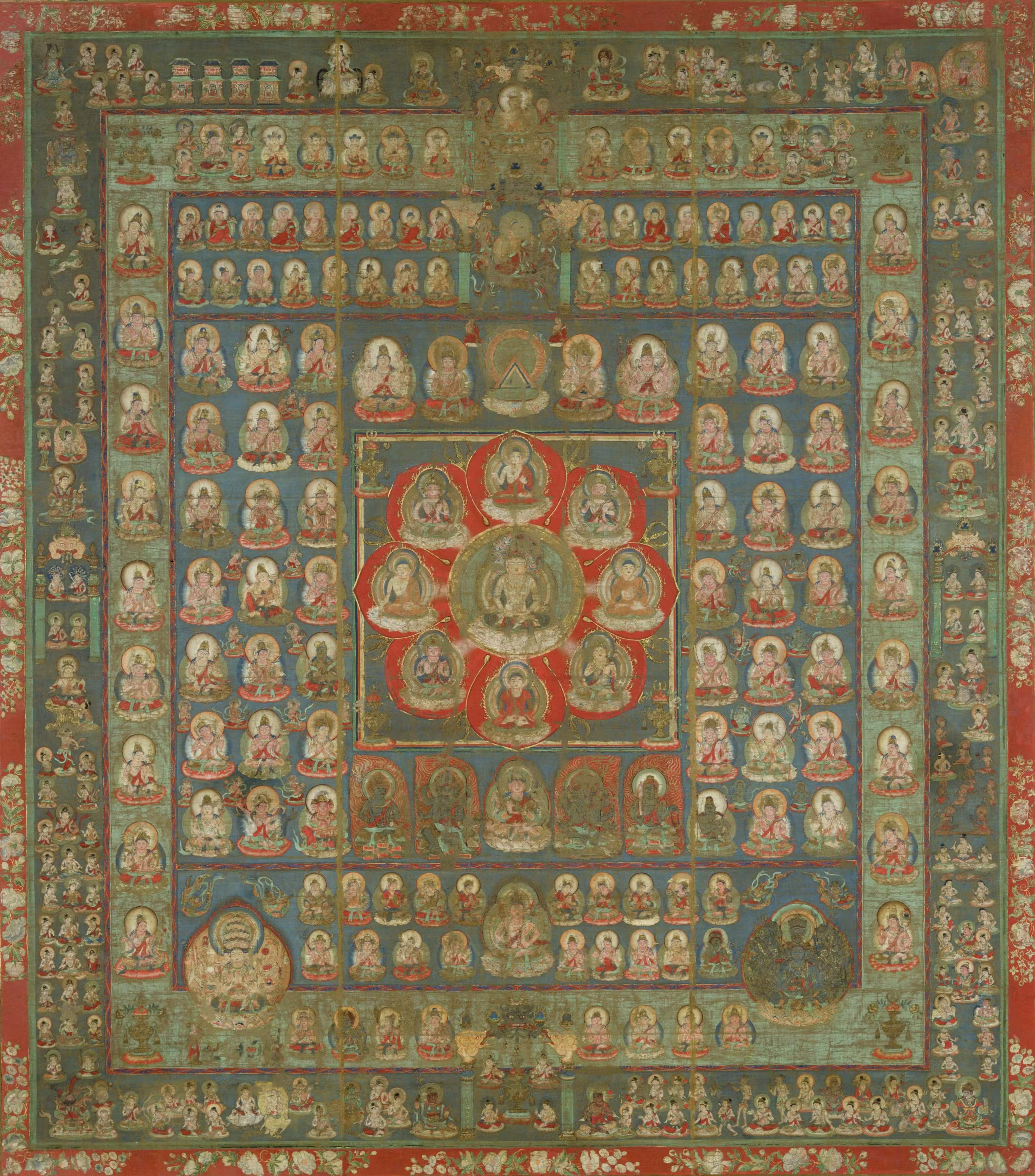
胎蔵曼荼羅

両界曼荼羅の一つ胎蔵曼荼羅の中央上部（中台八葉院の上）に位置する区画（院）。
左端；七具胝仏母／准胝観音
中央左；仏眼仏母
中央；一切如来智印　毘廬遮那仏の悟りの顕現、大悲の発動、智慧の発動を示す、炎を伴った三角形。
中央右：大勇猛菩薩
右端：大安楽不空真実金剛／普賢延命菩薩